# Conferência Sul da Liga BFA 2019 - Elite
A Conferência Sul é uma das quatro conferências da Liga BFA 2019 - Elite. A conferência tem sete times no qual todos jogam contra todos. Os quatro melhores times avançam aos Playoffs, com o primeiro recebendo o quarto colocado e o segundo recebendo o terceiro. Os vencedores avançam para a final de conferência. O campeão da conferência enfrenta o campeão da Conferência Centro-Oeste na Semifinal Nacional. A pior equipe da conferência sendo rebaixada para a Liga BFA 2020 - Acesso.

## Classificação
Classificados para os Playoffs estão marcados em verde e em rosa o rebaixado à Liga BFA 2020 - Acesso.
| Pos | Times                | V | D | J | PCT | PF  | PS  | SP   | D | CD | FT | NVEE | TDC |
| --- | -------------------- | - | - | - | --- | --- | --- | ---- | - | -- | -- | ---- | --- |
| 1   | Timbó Rex            | 5 | 1 | 6 | 83% | 151 | 61  | 90   | E | 1  |    |      | 8   |
| 2   | Santa Maria Soldiers | 5 | 1 | 6 | 83% | 102 | 51  | 51   | S | 0  |    |      | 7   |
| 3   | Gaspar Black Hawks   | 4 | 2 | 6 | 67% | 94  | 86  | 8    | E |    |    |      | 12  |
| 4   | Paraná HP            | 3 | 3 | 6 | 50% | 63  | 115 | -52  | M | 1  |    |      | 15  |
| 5   | Coritiba Crocodiles  | 3 | 3 | 6 | 50% | 136 | 50  | 86   | P | 0  |    |      | 6   |
| 6   | Jaraguá Breakers     | 1 | 5 | 6 | 17% | 32  | 154 | -122 | A | -  |    |      | 21  |
| 7   | São José Istepôs     | 0 | 6 | 6 | 0%  | 38  | 99  | -61  | T | -  |    |      | 14  |

### Desempate
a. No caso de empate entre duas equipes:
(i.) vitória no confronto direto
(ii.) maior força de tabela
(iii.) menor número de Touchdowns cedidos
b. No caso de empate entre mais de duas equipes, ou caso duas equipes
empatadas não tenham se enfrentado:
(i.) Maior força de tabela entre as equipes empatadas (no caso da Conferência Sul, terá sempre o mesmo valor entre equipes empatadas, no final da fase regular, portanto não proporciona desempate e não se faz necessário o seu cálculo aqui)
(ii.) Maior número de vitórias nos confrontos entre as equipes empatadas
(iii.) Menor número de Touchdowns cedidos
(iv.) Sorteio
Parágrafo primeiro: a força de tabela de cada equipe é definida como a soma das "porcentagens de vitória" de todos os adversários (cada adversário considerado apenas uma vez) da equipe na temporada regular.
Parágrafo segundo: para desempate de mais de uma equipe devem ser aplicados os critérios do item acima, um a um. Ao passo que forem sendo definidas as equipes classificadas, os critérios de desempate voltam a ser aplicados do início

### Resultados
Primeira Rodada
| 21 de julho 14:00 UTC -3 | Relatório | Coritiba Crocodiles | 13–14 | Paraná HP |  | Croco Stadium, Curitiba-PR |  |

| 21 de julho 14:30 UTC -3 | Relatório | São José Istepôs | 06–14 | Santa Maria Soldiers |  | Colégio Forquilhão, São José-SC |  |

| 21 de julho 14:30 UTC -3 | Relatório | Gaspar Black Hawks | 10–06 | Timbó Rex |  | Estádio 7 de Setembro, Gaspar-SC |  |

Segunda Rodada
| 3 de agosto 14:30 UTC -3 | Relatório | Timbó Rex | 50–00 | Jaraguá Breakers |  | Complexo Esportivo Timbó, Timbó-SC |  |

| 4 de agosto 14:00 UTC -3 | Relatório | Santa Maria Soldiers | 41–10 | Paraná HP |  | SESI, Santa Maria-RS |  |

| 4 de agosto 14:30 UTC -3 | Relatório | São José Istepôs | 07–27 | Coritiba Crocodiles |  | Colégio Forquilhão, São José-SC |  |

Terceira Rodada
| 17 de agosto 14:00 UTC -3 | Relatório | Coritiba Crocodiles | 00–03 | Santa Maria Soldiers |  | Croco Stadium, Curitiba-PR |  |

| 17 de agosto 14:30 UTC -3 | Relatório | Jaraguá Breakers | 14–33 | Gaspar Black Hawks |  | Estádio Municipal, Schroeder-SC |  |

| 18 de agosto 14:00 UTC -3 | Relatório | Paraná HP | 09–07 | São José Istepôs |  | Croco Stadium, Curitiba-PR |  |

Quarta Rodada
| 31 de agosto 14:00 UTC -3 | Relatório | Paraná HP | 03–11 | Gaspar Black Hawks |  | Croco Stadium, Curitiba-PR |  |

| 1 de setembro 14:00 UTC -3 | Relatório | Timbó Rex | 19–14 | Coritiba Crocodiles |  | Complexo Esportivo Timbó, Timbó-SC |  |

| 20 de outubro 10:00 UTC -3 | Relatório | Santa Maria Soldiers | 09–00 | Jaraguá Breakers |  | Estádio Presidente Vargas, Santa Maria-RS |  |

Quinta Rodada
| 14 de setembro 14:30 UTC -3 | Relatório | Jaraguá Breakers | 06–14 | Paraná HP |  | Estádio João Marcatto, Jaraguá do Sul-SC |  |

| 15 de setembro 14:00 UTC -3 | Relatório | Gaspar Black Hawks | 07–34 | Coritiba Crocodiles |  | Estádio 7 de Setembro, Gaspar-SC |  |

| 15 de setembro 14:00 UTC -3 | Relatório | Timbó Rex | 11–03 | São José Istepôs |  | Complexo Esportivo Timbó, Timbó-SC |  |

Sexta Rodada
| 28 de setembro 14:00 UTC -3 | Relatório | Santa Maria Soldiers | 21–28 | Timbó Rex |  | Estádio Presidente Vargas, Santa Maria-RS |  |

| 29 de setembro 14:00 UTC -3 | Relatório | Coritiba Crocodiles | 48–00 | Jaraguá Breakers |  | Croco Stadium, Curitiba-PR |  |

| 29 de setembro 14:00 UTC -3 | Relatório | São José Istepôs | 15–26 | Gaspar Black Hawks |  | Colégio Forquilhão, São José-SC |  |

Sétima Rodada
| 12 de outubro 14:30 UTC -3 | Relatório | Jaraguá Breakers | 12–00 | São José Istepôs |  | Estádio João Marcatto, Jaraguá do Sul-SC |  |

| 12 de outubro 14:30 UTC -3 | Relatório | Gaspar Black Hawks | 07–14 | Santa Maria Soldiers |  | Estádio 7 de Setembro, Gaspar-SC |  |

| 13 de outubro 14:00 UTC -3 | Relatório | Paraná HP | 13–37 | Timbó Rex |  | Croco Stadium, Curitiba-PR |  |